# Portugal op het Eurovisiesongfestival 2008
Portugal nam deel aan het Eurovisiesongfestival 2008 in Belgrado, Servië. Het was de 43ste deelname van het land op het Eurovisiesongfestival. De RTP was verantwoordelijk voor de Portugese bijdrage voor de editie van 2008.

## Selectieprocedure
Net zoals het vorige jaar, werd dit jaar de kandidaat gekozen via een nationale finale.
In totaal deden er 10 liedjes mee aan de finale en de winnaar werd gekozen door televoting.
| Volgorde | Artiest                   | Lied                    | Componist                                           | Producer                     | Punten | Plaats |
| -------- | ------------------------- | ----------------------- | --------------------------------------------------- | ---------------------------- | ------ | ------ |
| 1        | Marco Rodridgues          | "Em água e sal"         | Tiago Machado, Inês Pedrosa                         | Elvis Veiguinha              | 5944   | 3      |
| 2        | Carluz Belo               | "Cavaleiro da manhã"    | Carluz Belo                                         | Carluz Belo                  | 2049   | 8      |
| 3        | Big Hit                   | "Por ti, Portugal"      | Fernando Martins and Alexandra Valentim, João Baião | Fernando Martins             | 2934   | 6      |
| 4        | Lisboa não sejas francesa | "Porto de encontro"     | Miguel Majer and Ricardo Santos, Miguel Majer       | Miguel Majer, Ricardo Santos | 1974   | 9      |
| 5        | Vânia Fernandes           | "Senhora do mar"        | Andrej Babić, Carlos Coelho                         | Carlos Coelho                | 17650  | 1      |
| 6        | Vanessa                   | "Do outro lado da vida" | Nuno Feist, Nuno Marques da Silva                   | Nuno Feist                   | 2622   | 7      |
| 7        | Ricardo Soler             | "Canção pop"            | Renato Júnior, Nuno Markl                           | Renato Júnior                | 4736   | 4      |
| 8        | Alex Smith                | "Obrigatório ter"       | Jan Van Dijck, Pedro Malaquias                      | Jan van Dijck                | 6928   | 2      |
| 9        | Tucha                     | "O poder da mensagem"   | Ménito Ramos                                        | Ménito Ramos                 | 626    | 10     |
| 10       | Blá Blà Blá               | "Magicantasticamente"   | Gimba and Luís Miguel Viterbo                       | Gimba                        | 4616   | 5      |

## In Belgrado
In Servië moest Portugal optreden als negentiende in de halve finale, na Macedonië/
Na de puntentelling bleek dat Portugal als tweede was geëindigd met een totaal van 120 punten, wat ervoor zorgde dat men zich voor de eerste keer gekwalificeerd had voor de finale.
Men ontving 2 keer het maximum van de punten.
Nederland en België zaten in de andere halve finale.
In de finale trad men aan als 13de, net na Turkije en voor Letland.
Op het einde van de avond bleek dat men 69 punten, wat een 13de plaats opleverde. Dit was toch een teleurstelling, omdat men het lied tot een van de favorieten had gebombardeerd.
Nederland en België hadden respectievelijk 6 en 5 punten over voor deze inzending.

### Gekregen punten

#### Halve Finale 2
| 12 punten                 | 10 punten  | 8 punten                           | 7 punten                                   | 6 punten                       |
| ------------------------- | ---------- | ---------------------------------- | ------------------------------------------ | ------------------------------ |
| - Frankrijk - Zwitserland | - IJsland  | - Kroatië - Oekraïne - Wit-Rusland | - Georgië - Tsjechië - Verenigd Koninkrijk | - Albanië - Hongarije - Servië |
| 5 punten                  | 4 punten   | 3 punten                           | 2 punten                                   | 1 punt                         |
| - Bulgarije - Zweden      | - Litouwen | - Cyprus - Letland - Malta         |                                            |                                |

#### Finale
| 12 punten                | 10 punten               | 8 punten             | 7 punten | 6 punten           |
| ------------------------ | ----------------------- | -------------------- | -------- | ------------------ |
|                          | - Andorra - Zwitserland | - Frankrijk - Spanje |          | - België - IJsland |
| 5 punten                 | 4 punten                | 3 punten             | 2 punten | 1 punt             |
| - Nederland - San Marino | - Duitsland             | - Kroatië - Oekraïne |          | - Servië           |

### Punten gegeven door Portugal

#### Halve Finale
Punten gegeven in de halve finale:
| 12 punten | Oekraïne   |
| 10 punten | Letland    |
| 8 punten  | Denemarken |
| 7 punten  | Georgië    |
| 6 punten  | Kroatië    |
| 5 punten  | IJsland    |
| 4 punten  | Malta      |
| 3 punten  | Zweden     |
| 2 punten  | Albanië    |
| 1 punt    | Bulgarije  |

#### Finale
Punten gegeven in de finale:
| 12 punten | Oekraïne   |
| 10 punten | Spanje     |
| 8 punten  | Letland    |
| 7 punten  | IJsland    |
| 6 punten  | Rusland    |
| 5 punten  | Denemarken |
| 4 punten  | Roemenië   |
| 3 punten  | Kroatië    |
| 2 punten  | Noorwegen  |
| 1 punt    | Georgië    |

1964 · 1965 · 1966 · 1967 · 1968 · 1969 · 1970 · 1971 · 1972 · 1973 · 1974 · 1975 · 1976 · 1977 · 1978 · 1979 · 1980 · 1981 · 1982 · 1983 · 1984 · 1985 · 1986 · 1987 · 1988 · 1989 · 1990 · 1991 · 1992 · 1993 · 1994 · 1995 · 1996 · 1997 · 1998 · 1999 · 2000 · 2001 · 2002 · 2003 · 2004 · 2005 · 2006 · 2007 · 2008 · 2009 · 2010 · 2011 · 2012 · 2013 · 2014 · 2015 · 2016 · 2017 · 2018 · 2019 · 2020 · 2021 · 2022 · 2023 · 2024 · 2025